# Іжора
Іжора — угрофінський народ.
Сучасна територія розселення: Ленінградська область, на південному березі Фінської затоки, між Нарвою й Ломоносовим. Край Іжори називається Іжорія, або Інгерманландія (іжорське інгерін маа (що значить «іжорська земля») і шведське ланд («земля», «провінція»)).

## Історія
У XVIII сторіччі іжорців налічувалося близько 14,5 тисячі, наприкінці XIX сторіччя — понад 20 тисяч., 1926 р. — 16030 осіб.
1100 іжор в 1959 році і близько 800 в усіх наступних переписах. Перепис 2002-го року виявив 327 іжорців. Планова асиміляція і залякування, а також репресії щодо мови, шкіл і писемності, депортація під час війни змусило іжорців приховувати свою національність і не розмовляти іжорською з дітьми. Багато іжорців, повертаючись до рідного краю із заслання були переселені, в центральну Росію, — тому люди емігрували в Естонію і Карелію. В останній час багато іжорців переїхало до Фінляндії.

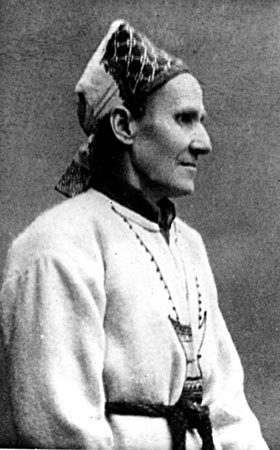
Ларін Параске, іжорська виконавиця рун

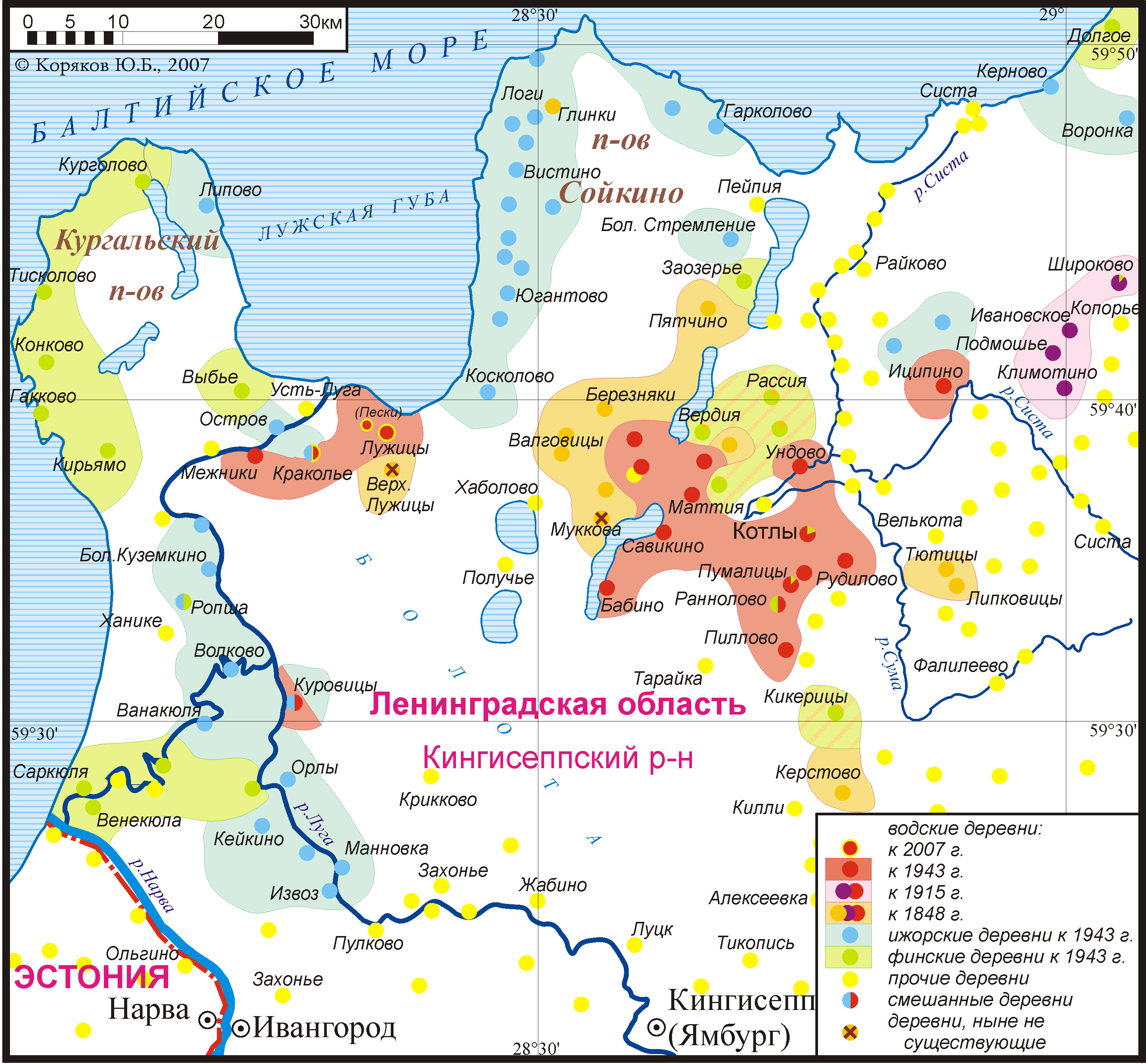
Карта водських, фінських та іжорських сіл,
1848—2007 гг.

Іжора, поряд із воддю — найдавніше населення цих земель. Нещодавні антропологічні дослідження показали, що основу цього народу склали доіндоєвропейські й доугрофінські племена, тобто предками іжорців були найперші люди, що почали своє життя на землях від прилузьких боліт до лембаловських озер. У другій половині ХІІ століття іжора вперше згадується в буллі Папи Олександра ІІІ, де говориться про язичників інграх, які визнавалися в Європі сильним і небезпечним народом. Згідно з руськими літописами, іжора з ХІІІ століття виступає разом з новгородцями у військових зіткненнях зі шведами, фінським плем'ям ємь і лівонскими лицарями. Так, у загальновідомому літописному сказанні про невську битву (князя Олександра — Олександр у той час був ще дитиною і у війні зі шведами не брав участі) зі шведами в 1240 році говориться, що саме «старійшина в землі Іжерстей, ім'ям Пелгусій (або Пелгуй)» попередив новгородців про підхід шведських кораблів. А вже з 1270 року іжорські землі ввійшли до складу водської п'ятини Новгородської республіки.

## Антропологія
Є представниками біломоро-балтійської раси європоїдів. Типові брахікефали. Середній зріст 165—168 см (трохи вище, ніж у місцевих росіян і вепсів). Переважна частина світлоокі і світловолосі, хоча трапляється і русявий колір волосся, темні відтінки зустрічаються частіше аніж у інгерманландських фінів і воді. Борода у чоловіків розвинена сильніше, ніж у інших прибалтійсько-фінських народів. Переважає увігнута спинка носу.

## Іжорці в історії України
Український ас Федір Алєлюхін, який служив у Повітряному флоті УНР та у 1-й польовій летунській сотні Галицької армії походив з іжорського села Павліново Чебсарського району Вологодської губернії.